# Kristova drača
Kristova drača (drača čarna, diraka, krkov, ljuta drača, crna drača, lat. Paliurus spina-christi) vrsta je biljke iz roda drača (Paliurus), porodica pasjakovke. Ime vrste dolazi po krunidbi Isusa trnovitom krunom od drače.

## Opis biljke
Obično se u većim skupinama nalazi na prijelazu listopadnih i zimzelenih šuma. Raste u obliku listopadnog grma ili malenog drveta. Obično je visoka 5-7 metara. Ima vrlo jak korijen koji prodire duboko u zemlju. Na izdancima su spiralno raspoređeni listovi i dvije stipularne bodlje (jedna ravna, druga zakrivljena).
Sjajno zeleni istovi su jajolikog oblika, imaju slabo pilaste ili cjelovite rubove. Dugi su 2-5 centimetara, dok su široki 1-4 centimetra. Žuti do zelenkastožuti cvjetovi pojavljuju se u obliku grozdastih cvatova. Plod drače je tvrda, drvenasta koštunica, oko koje se nalazi široko valovito krilce, tako da je cijeli plod promjera 2-3,5 centimetara. Plodovi najčešće dozrijevaju krajem ljeta, u kolovozu.

## Rasprostranjenost
Rasprostranjena je na području južne Europe i zapadne Azije.